# كيفن غروس
كيفن غروس (بالإنجليزية: Kevin Gross)‏ هو لاعب كرة قاعدة أمريكي، ولد في 8 يونيو 1961 في داوني في الولايات المتحدة.

## وصلات خارجية
- كيفن غروس على موقعبيزبول رفرنس.كوم (الدوري الرئيسي) (الإنجليزية)
- كيفن غروس على موقعبيزبول رفرنس.كوم (الدوري الثانوي) (الإنجليزية)
- كيفن غروس على موقع مشجعي الرسوم البيانية (الإنجليزية)